# Mordownia

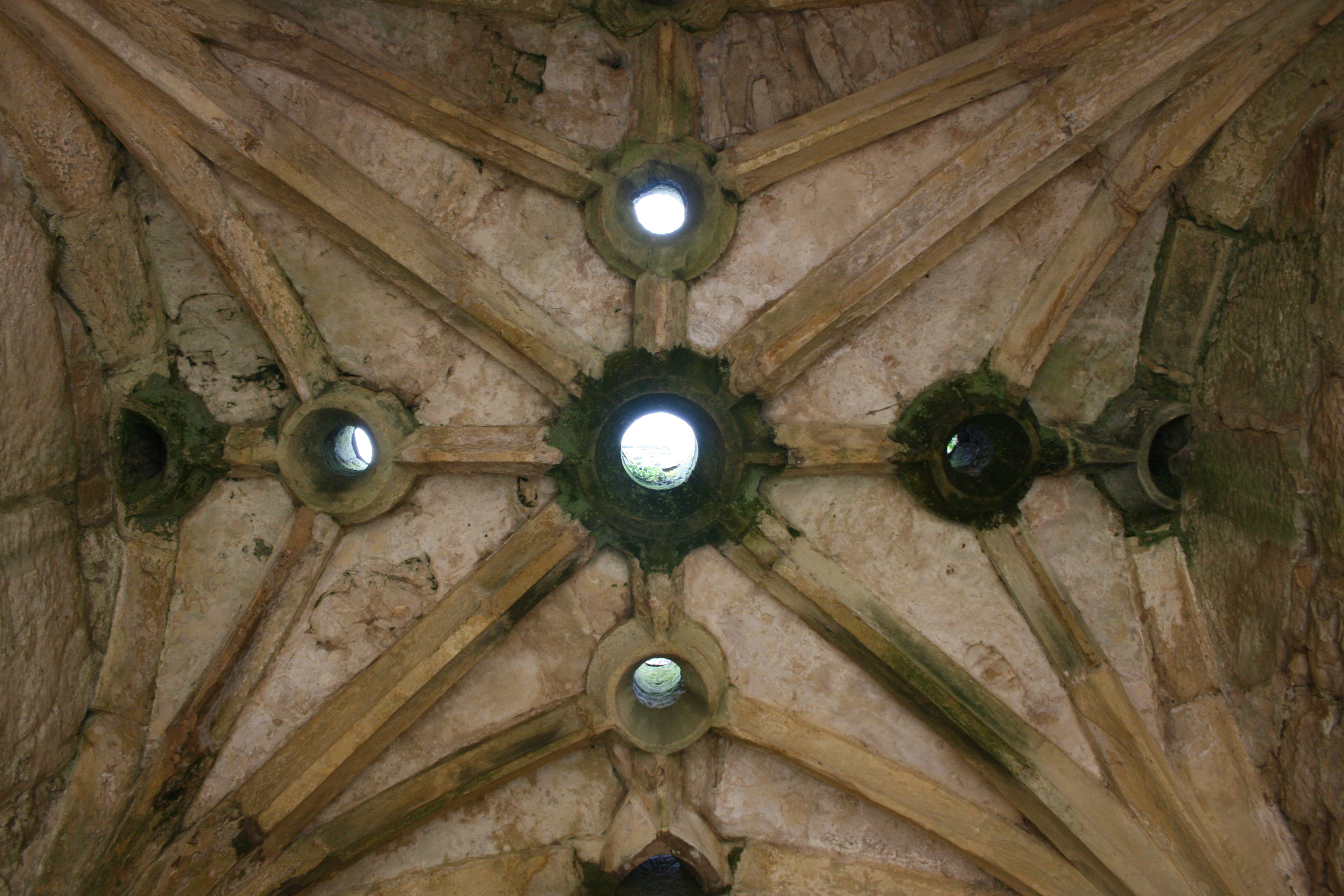
Otwory w sklepieniu w Zamku Bodiam, stanowiące element pułapki

Mordownia (fr. assommoir, ang. murder-hole) – rodzaj pułapki w fortyfikacjach, pełniący podobną rolę jak machikuły, lecz z otworami ukrytymi w sklepieniu przejazdów bramnych czy wejść.  
Dzięki umieszczeniu w sklepieniu otworów obrońcy mogli razić wroga znajdującego się w ciasnej przestrzeni pod ich stopami pociskami, wrzątkiem czy innymi substancjami wprost na głowy nieprzyjaciela. W przypadku podpalenia bramy pozwalały też na gaszenie wodą pożaru. Ten element fortyfikacji powszechny był szczególnie w Zachodniej Europie w okresie średniowiecza i renesansu.

## Galeria

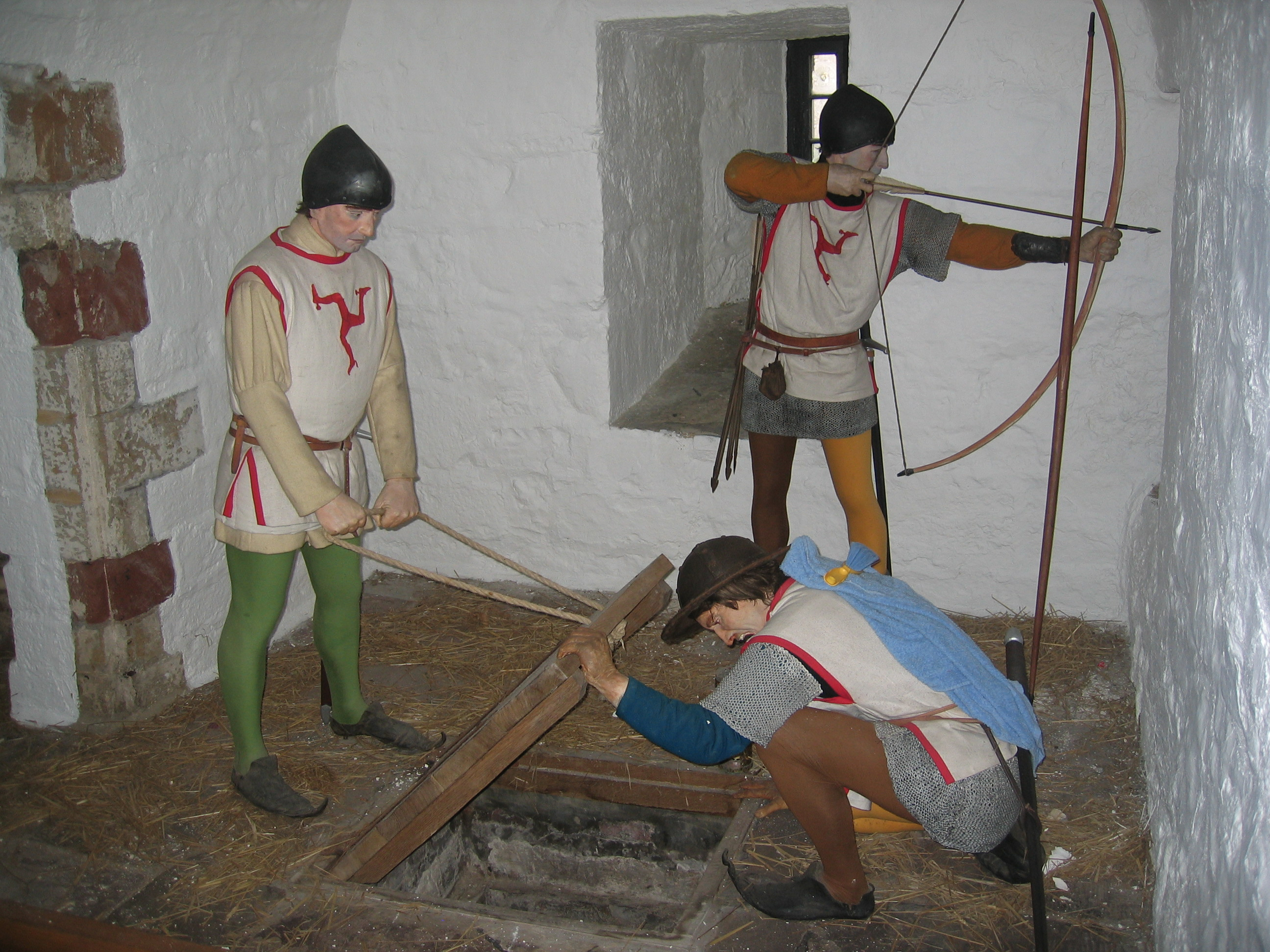
Rekonstrukcja obsługi mordowni, Zamek Rushen, Isle of Man
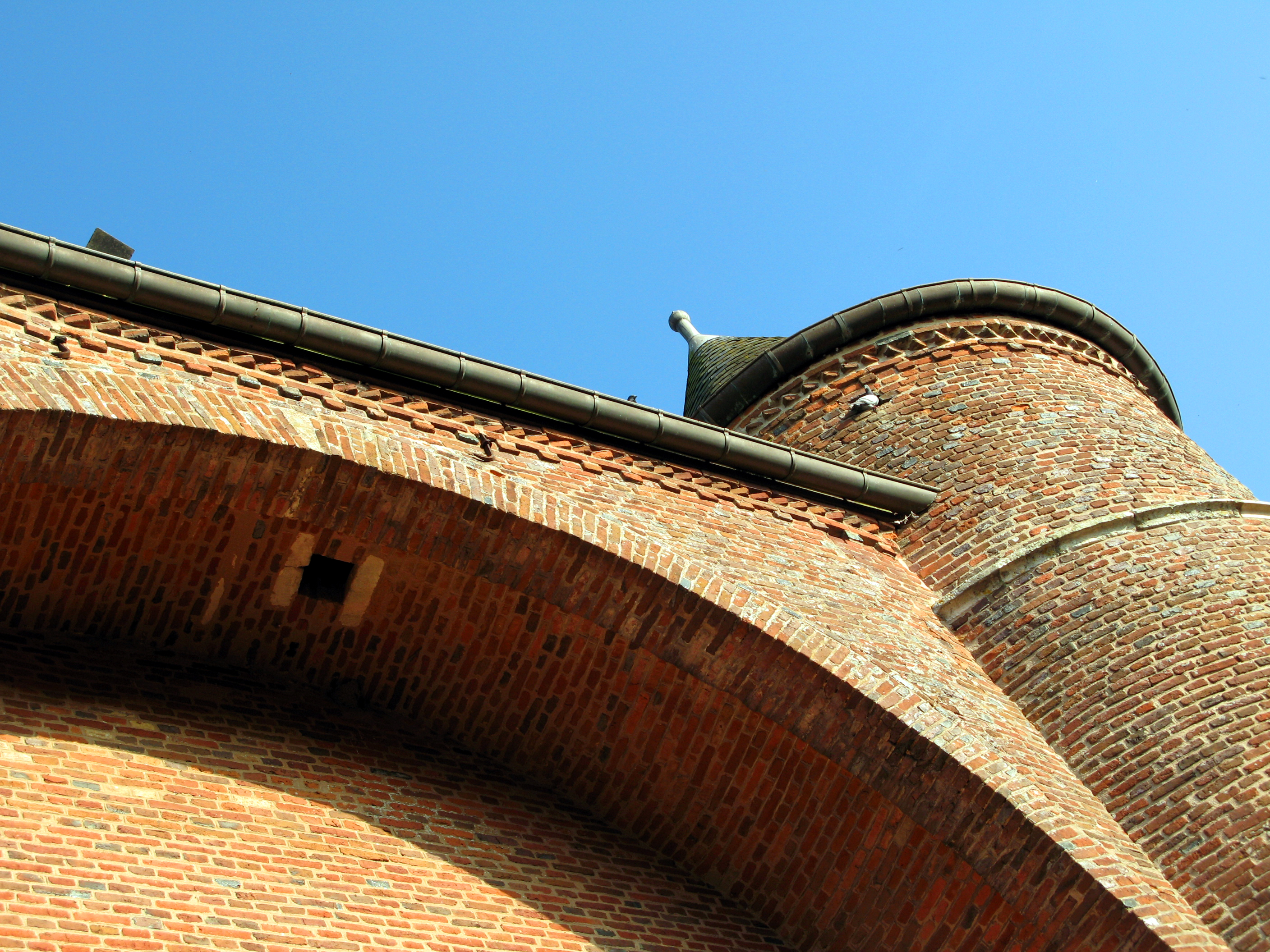
Otwór pułapki widoczny pod łukiem w kościele obronnym w Aisne, Francja
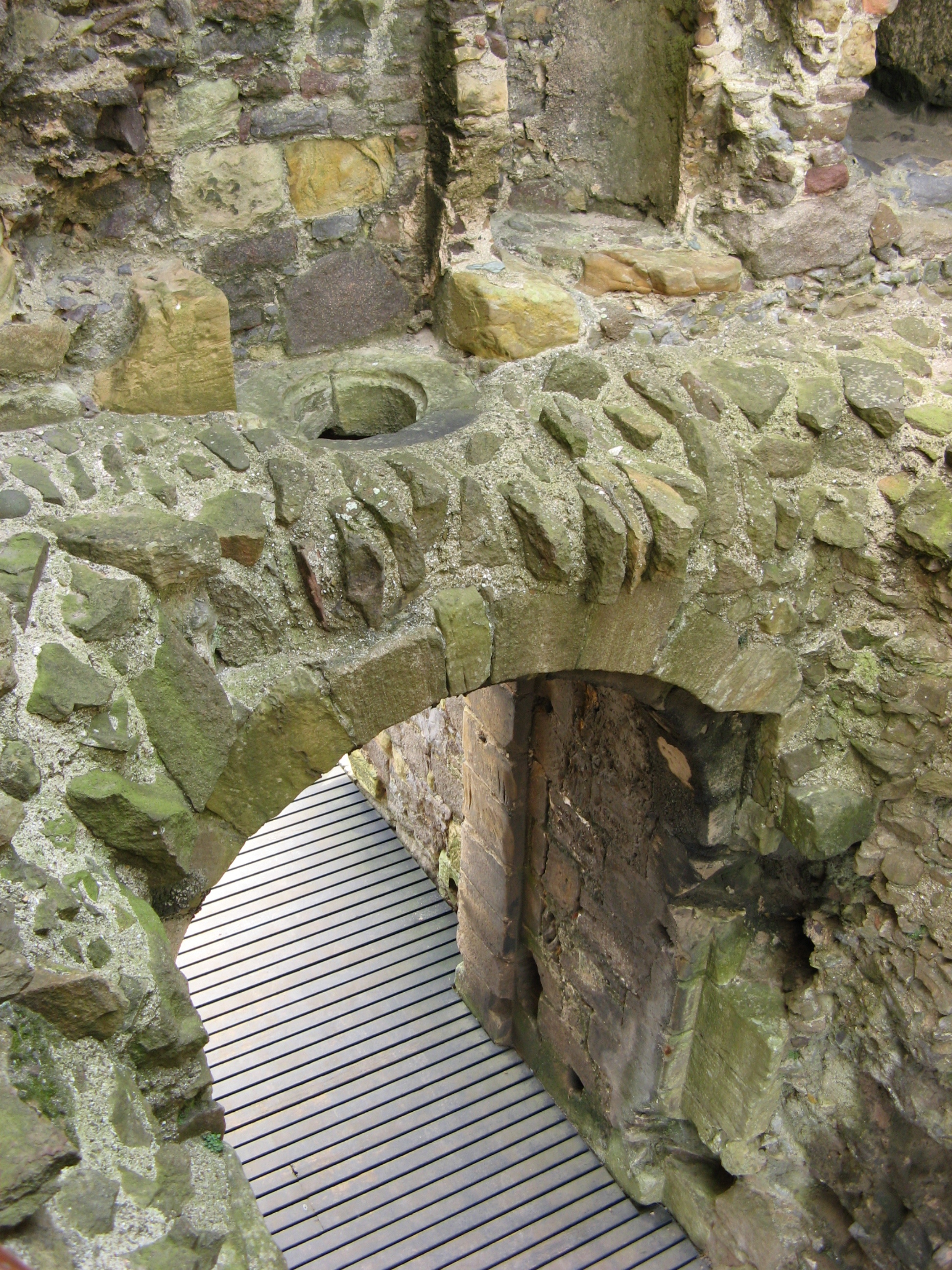
Mordownia w Zamku Dirleton, Szkocja
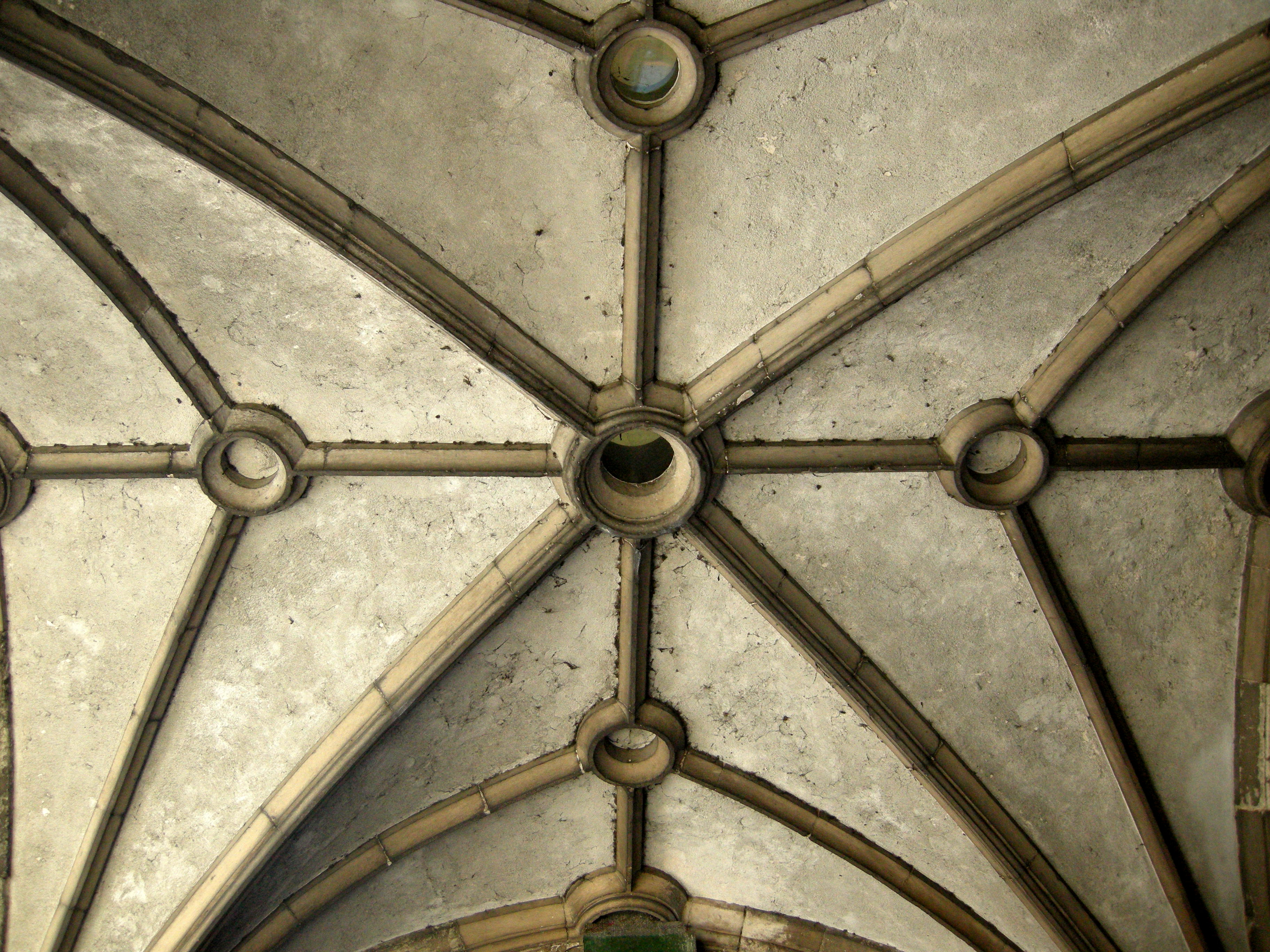
Otwory pułapki widoczne w sklepieniu, West Gate Towers and Museum, St Peter's Street, Canterbury, Kent